# 明政 (李子通)
明政（619年九月－621年十一月）：唐朝初期領袖，吳政權李子通的年号，歷時2年餘。
又《隋书》作615年十月建元明政。

## 纪年
| 明政 | 元年  | 二年  | 三年  |
| 公元 | 619年 | 620年 | 621年 |
| 干支 | 庚辰  | 辛巳  | 壬午  |

## 參看
- 中国年号索引
  - 其他使用明政年號的政權
- 同期存在的其他政权年号
  - 太平（616年十二月－622年十月）：隋朝時期楚政權林士弘年号
  - 五凤（618年十一月－621年五月）：隋朝時期夏政權窦建德年号
  - 天兴（617年三月－620年四月）：隋朝時期刘武周年号
  - 永隆（618年－628年四月）：隋朝時期梁政權梁師都年号
  - 始兴（618年十二月－624年二月）：隋朝時期燕政權高开道年号
  - 开明（619年四月－621年五月）：隋朝時期鄭政權王世充年号
  - 延康（619年九月－620年十二月）：隋朝時期梁政權沈法兴年号
  - 武德（618年五月－626年十二月）：唐朝政权唐高祖李淵年号
  - 义和（614年－619年）：高昌政权年号
  - 重光（620年－623年）：高昌君主麴伯雅政权年号
  - 建福（584年－634年）：新羅真平王之年號